# Deal (Wielka Brytania)
Deal – miasto i civil parish w Wielkiej Brytanii, w Anglii, w regionie South East England, w hrabstwie Kent, w dystrykcie Dover. W 2011 roku civil parish liczyła 20 823 mieszkańców. Deal jest wspomniane w Domesday Book (1086) jako Addela.
W mieście rozwinął się przemysł metalowy oraz chemiczny.

## Zabytki
- zamek obronny zbudowany w 1539 roku[5], składający się z sześciu półokrągłych bastionów;

## Miasta partnerskie
- Saint-Omer
- Vlissingen